# 第二牤牛河
第二牤牛河，位于中华人民共和国辽宁省西南部的一条河流，是大凌河左岸支流，发源于建平县西南努鲁儿虎山牛河梁东麓，蜿蜒向东北流经富山街道、建平县城南部，于万寿街道小平房村以北左纳深井河后转东南流，经喀喇沁左翼蒙古族自治县公营子镇，水泉镇以东汇入大凌河。河流全长48.1千米，流域面积1102平方千米，河道平均比降8.3‰，年均径流量7449.3万立方米。源头处有著名的红山文化牛河梁遗址，属于全国重点文物保护单位。